# Ordre de Saint-Sylvestre
L'ordre de Saint-Sylvestre, de son nom complet ordre pontifical du pape Saint-Sylvestre, a été fondé le 31 octobre 1841 par le pape Grégoire XVI sous le titre de Saint-Sylvestre ou de la Milice dorée, il a été entièrement réformé par Pie X le 7 février 1905.
Il comprend trois classes totalisant quatre grades. La croix est d'or à huit pointes émaillées de blanc, cantonnée de rayons d’or.

## Historique

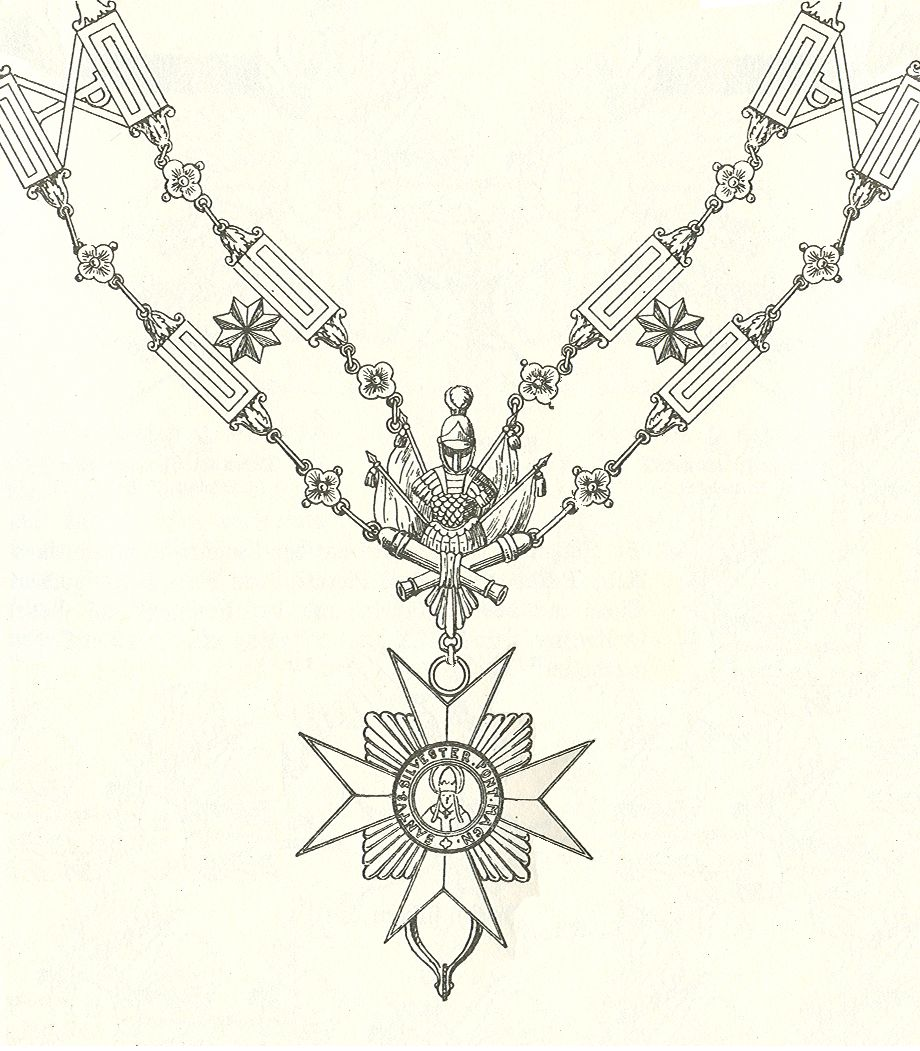
Collier de l'ordre de Saint-Sylvestre ou de la Milice dorée.

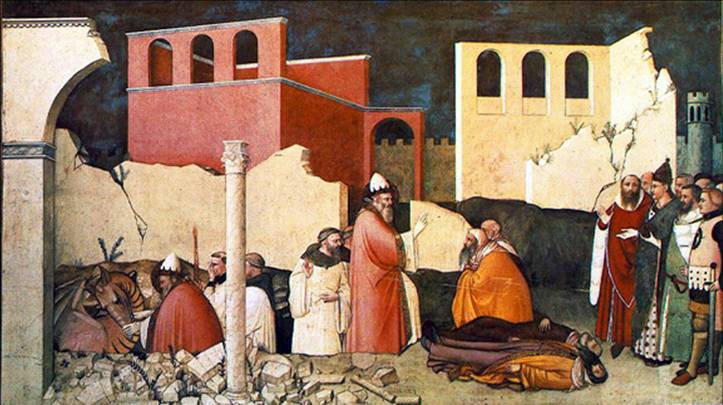
Sylvestre Ier tuant un dragon et ressuscitant ses victimes.

Le pape Sylvestre a institué en 332 l’ordre de l'Éperon d’or qui peu à peu a subi des modifications. En effet, il devient l'ordre de l'Éperon d'or et de la Milice dorée en 1559 avec Pie IV ; il comprend alors des chevaliers et des commandeurs.
L'ordre de l'Éperon d'or et de la Milice dorée est supprimé en 1841 par Grégoire XVI et remplacé par l'ordre de Saint-Sylvestre Pape et de l'Éperon d’or.
L'ordre de Saint-Sylvestre Pape est réformé en 1905 par Pie X et revalorisé par Paul VI en 1966. Il est utilisé pour récompenser les mérites civils. L'Ordre comprend quatre grades : chevalier, commandeur, commandeur avec étoile et grand-croix.
Le pape élu est chef souverain et grand maître de l'Ordre.

## Port sur uniforme
|           |            |                        |             |
| Chevalier | Commandeur | Commandeur avec étoile | Grand-croix |

## Quelques personnalités distinguées par l'Ordre
- Christoph Willibald Gluck (1714-1787) ;
- Wolfgang Amadeus Mozart (1756-1791) ;
- Louis-Furcy Grognier (1787-1863), maire d'Aurillac, commandeur en 1860 ;
- Luigi Durantini (1791-1857), peintre ;
- Henri Soenen, zouave pontifical[1], combattant à la bataille de Mentana en 1867[2] ;
- Valentin Claraz (1799-1890)[3] ;
- Jean-Joseph Gaume (1802-1879), ecclésiastique ;
- Victor Delefortrie (1810-1889), architecte ;
- Pierre Bossan (1814-1888), architecte de la Basilique Notre-Dame de Fourvière ;
- Fortuné Benoît Simon Lapaine (1816-1867), préfet des Pyrénées-Orientales ;
- Paul Benoist d'Azy (1824-1898), administrateur des Chemins de fer de l'Ouest[4] ;
- Charles de Reboul (1827-1898) ;
- Édouard Corroyer (1835-1904), architecte ;
- Alphonse-Joseph van Steenkiste (1849-1919), architecte ;
- Hyacinthe des Jars de Kéranroué (1849-1892), sergent des zouaves pontificaux ;
- Henry Campotosto (1833-1910), peintre belge (en 1875)[5] ;
- Paul Michaux (1854-1923), chirurgien des hôpitaux de Paris, président-fondateur de la Fédération gymnastique et sportive des patronages de France (FGSPF) ;
- Hyacinthe Perrin (1877-1965), architecte ;
- François Hébrard (1877-1970), doyen de l'Institut catholique de Paris, président de la FGSPF ;
- Louis-Napoléon Audet (1881-1971), architecte québécois ;
- Charles Simon (1882-1915), dirigeant sportif français, secrétaire général de la FGSPF et de l'Union internationale des œuvres catholiques d'éducation physique ;
- Pierre Pinsard (1906-1988), (au grade de commandeur) peintre, décorateur et architecte spécialiste de l'art sacré contemporain ;
- Armand Hengchen (1920-1992), syndicaliste belge et président d'honneur de la Confédération des syndicats chrétiens (CSC) ainsi que de la Confédération européenne des syndicats indépendants (CES) ;
- Robert Pringarbe (1921-2015), secrétaire général de la Fédération internationale catholique d'éducation physique et sportive (FICEP) du Comité national olympique et sportif français (CNOSF), directeur des services de la Fédération sportive et culturelle de France (FSCF) ;
- Jean-Marie Pirot (1926-2018), connu sous le nom d'artiste Arcabas, artiste peintre et sculpteur ;
- Jacques Gautheron (1926-2019), président de la FSCF ;
- Charles Delporte (1928-2012), peintre et sculpteur belge ;
- Maurice Davesne (1929-2018), président de la FSCF[6] ;
- Gabriel Spahn (1930-2017), militant des milieux associatifs et sportifs internationaux ;
- Clément Schertzinger (1936-2...), président de la FSCF et de la FICEP ;
- Diane d'Orléans (1940-2...), aristocrate et mécène (Allemagne, 28 octobre 2022[7]) ;
- Claude Josse (1940-2023)[8].
- André Vantomme (1948-2...), homme politique de l'Oise ;
- Antoine-Marie Izoard (1972-2...), journaliste, directeur de la rédaction de Famille chrétienne (France, 2016)[9].
- Christian Babonneau (1962-2...), président de la FSCF.